# Jakobe Mansztajn

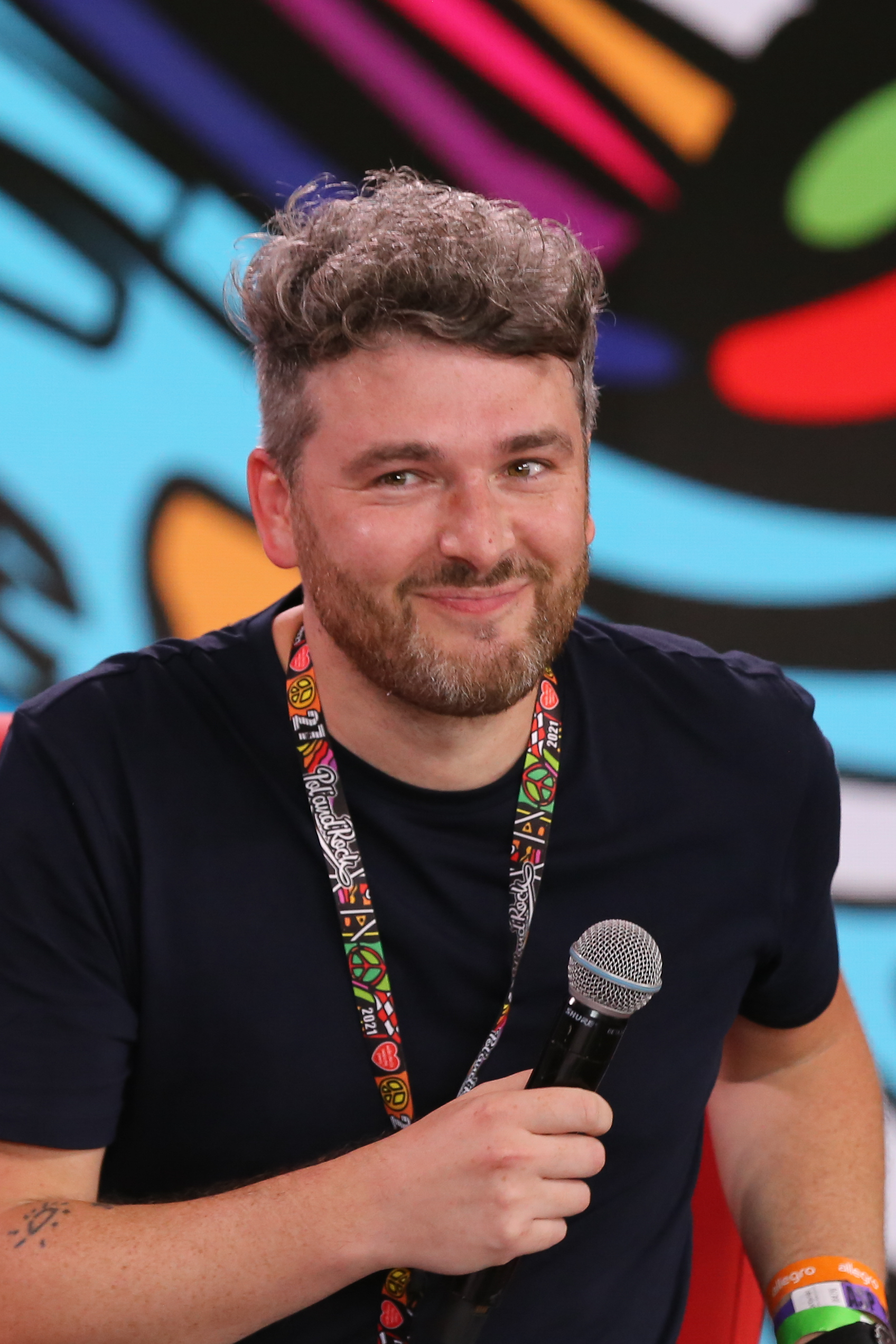
Auf dem Pol’and’Rock Festival 2021

Jakobe Mansztajn (* 10. Februar 1982 in Danzig) ist ein polnischer Dichter und Blogger.

## Leben
Von 2009 bis 2012 war Mansztajn stellvertretender Chefredakteur der Zeitschrift Korespondencja z ojcem. 2010 wurde er für den Band Wiedeński high life mit dem Breslauer Lyrikpreis Silesius für das Debüt des Jahres ausgezeichnet.
Er lebt in Danzig.

## Bibliografie
- Wiedeński high life, 2009 (Gewinner des Breslauer Lyrikpreises Silesius 2010; nominiert für den Literaturpreis Gdynia 2010)
- Studium przypadku, 2014 (nominiert für den Wisława-Szymborska-Preis 2015)